# Apple A14
Apple A14 Bionic — 64-бітна ARM система на кристалі, розроблена Apple Inc. З'явилася у четвертому покоління iPad Air, а також iPhone 12 Mini, iPhone 12, iPhone 12 Pro та iPhone 12 Pro Max. Apple заявляє, що центральний процесор (CPU) працює на 40 % швидше, ніж A12 (на 16 % швидше, ніж A13), тоді як графічний процесор (GPU) на 30 % швидший, ніж A12. Він також включає 16-ядерний нейронний рушій і нові прискорювачі матричного машинного навчання, які працюють удвічі і вдесятеро швидше відповідно.

## Опис
Apple A14 Bionic оснащений 64-розрядним шестиядерним процесором, розробленим Apple, що реалізує архітектуру системи команд ARMv8, з двома високопродуктивними ядрами Firestorm та чотирма енергоефективними ядрами Icestorm.
У A14 інтегрований чотириядерний графічний процесор, розроблений Apple, що має на 30 % вищу графічну продуктивність, ніж A12. A14 включає спеціальне обладнання для нейронних мереж, яке Apple називає новим 16-ядерним Neural Engine. Neural Engine може виконувати 11 трильйонів операцій на секунду. На додаток до окремого Neural Engine, процесор A14 має прискорювачі множення матриць машинного навчання другого покоління (які Apple називає блоками AMX). A14 також включає новий процесор зображення з покращеними можливостями обчислювальної фотографії.
A14 виробляється компанією TSMC за їхнім першим технологічним поколінням виробництва 5 нм — N5. Це робить A14 першим комерційно доступним продуктом, який виготовляється за 5 нм технологічним процесом. Кількість транзисторів зросла до 11,8 млрд, що на 38,8 % більше, ніж у A13 (8,5 млрд транзисторів). За даними Semianalysis, розмір кристала процесора A14 становить 88 мм2. Він виробляється за принципом Package on package (PoP) разом з 4 Гб пам'яті LPDDR4X в iPhone 12 і 6 Гб пам'яті LPDDR4X в iPhone 12 Pro.

## Продукти, де використовують Apple A14 Bionic
- iPad Air (2020)
- iPhone 12 та iPhone 12 Mini
- iPhone 12 Pro та iPhone 12 Pro Max